# 전주MBC 가요응접실
전주MBC 가요응접실은 1989년 4월 10일부터 2005년 10월 23일까지 16년간 전주MBC FM4U(FM 99.1MHz)에서 매일 오후 4시부터 저녁 6시까지 방송했던 대중음악 전문 라디오 프로그램이다.

## DJ
- 권계현

## 같이 보기
- 전주문화방송
- MBC FM4U
- 가요응접실

| 전주MBC FM4U              |                     |                   |
| 이전                      | 전주MBC 가요응접실  | 다음              |
| 2시의 데이트 윤종신입니다 | 전주MBC 가요응접실  | 배철수의 음악캠프 |
| 오후 2시 ~ 오후 4시       | 오후 4시 ~ 저녁 6시 | 저녁 6시 ~ 밤 8시 |
| 전국방송                  | 전북 지역 방송      | 전국방송          |